# Senna socotrana
Senna socotrana är en ärtväxtart som först beskrevs av Serrato, och fick sitt nu gällande namn av John Michael Lock. Senna socotrana ingår i släktet sennor, och familjen ärtväxter. Inga underarter finns listade i Catalogue of Life.